# ラニ川
ラニ川（ラニがわ、ベラルーシ語: Лань）は、ベラルーシのブレスト州とミンスク州を流れるプリピャチ川左岸の支流である。全長161km、流域面積 2190km²、河口での平均水量は11.3 m³/秒である。
カプィリ連丘(ru)に端を発し、中流・下流はプリピャチ・パレッセ(ru)（ベラルーシ側のパレッセの一地域）を流れる。上流での川幅は4m - 8mである。下流では20mに達し、600m - 1kmに及ぶ氾濫原が形成されている。川岸は泥炭質で、1m - 2mの高さである。谷地は幅1km - 1.5kmで、沼地がちの混交林で覆われるが、土地改良のために排水溝が設けられている。ラニ川に面する都市としては、ミンスク州のクレツクがある。